# Niemcy na Letnich Igrzyskach Olimpijskich 1952

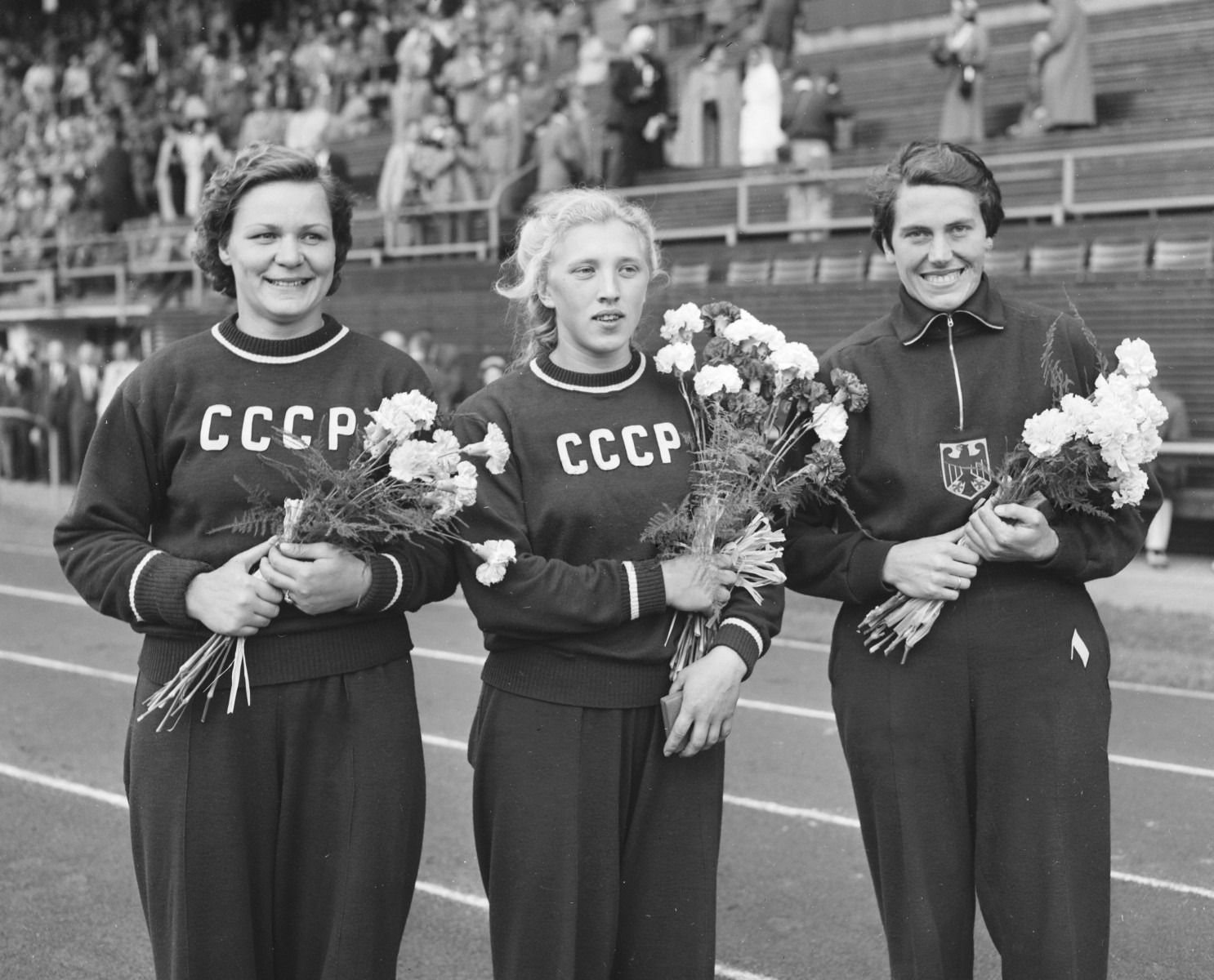
Letnie Igrzyska Olimpijskie 1952 w Helsinkach. Pchnięcie kulą kobiet. Po prawej reprezentantka Niemiec.

## Wyniki

### Boks
- Edgar Basel
- Edgar Gorgas
- Günther Heidemann
- Karl Kistner
- Willi Roth
- Egon Schidan
- Herbert Schilling
- Erich Schöppner
- Dieter Wemhöner
- Hans Werner Wohlers

### Gimnastyka
Mężczyźni
- Helmut Bantz
- Adalbert Dickhut
- Jakob Kiefer
- Friedel Overwien
- Hans Pfann
- Alfred Schwarzmann
- Erich Wied
- Theo Wied

Kobiety
- Hanna Grages
- Brigitte Kiesler
- Hilde Koop
- Elisabeth Ostermeyer
- Inge Sedlmaier
- Wolfgard Voß
- Irma Walther
- Lydia Zeitlhofer

### Hokej na trawie
- Günther Brennecke
- Hugo Budinger
- Hans-Jürgen Dollheiser
- Hugo Dollheiser
- Wilfried Grube
- Friedrich Hidding
- Alfred Lücker
- Carl-Ludwig Peters
- Werner Rosenbaum
- Heinz Schmidt
- Heinz Schütz
- Rolf Stoltenberg
- Willi Suhren
- Heino Thielemann
- Günther Ullerich

### Jeździectwo
Mężczyźni
- Willi Büsing
- Hans-Hermann Evers
- Georg Höltig
- Heinz Pollay
- Otto Rothe
- Fritz Thiedemann
- Klaus Wagner

Kobiety
- Ida von Nagel

### Kajakarstwo
Mężczyźni
- Ralf Berckhan
- Egon Drews
- Franz Johannsen
- Meinrad Miltenberger
- Helmut Noller
- Michel Scheuer
- Gustav Schmidt
- Karl Heinz Schäfer
- Wilfried Soltau

Kobiety
- Josefa Koester

### Kolarstwo
- Walter Becker
- Paul Maue
- Werner Potzernheim
- Oscar Zeissner
- Edi Ziegler

### Lekkoatletyka
Mężczyźni
- Urban Cleve
- Günter Dohrow
- Dieter Engelhardt
- Erich Fuchs
- Hans Geister
- Helmut Gude
- Karl-Friedrich Haas
- Franz Happernagel
- Josef Heinen
- Günter Hesselmann
- Sepp Hipp
- Herbert Koschel
- Peter Kraus
- Rolf Lamers
- Werner Lueg
- Rudi Lüttge
- Herbert Schade
- Friedel Schirmer
- Günther Steines
- Karl Storch
- Wolfgang Troßbach
- Heinz Ulzheimer
- Ludwig Warnemünde
- Karl Wolf
- Werner Zandt

Kobiety
- Inge Bausenwein
- Leni Hofknecht
- Gertrud Kille
- Helga Klein
- Ursula Knab
- Dorothea Kreß
- Jutta Krüger
- Marlies Müller
- Marga Petersen
- Maria Sander
- Irmgard Schmelzer
- Anneliese Seonbuchner
- Marianne Werner
- Elfriede von Nitzsch

### Pięciobój nowoczesny
- Adolf Harder
- Dietloff Kapp
- Berthold Slupik

### Piłka nożna
- Hans Eberle
- Kurt Ehrmann
- Erich Gleixner
- Ludwig Hinterstocker
- Herbert Jäger
- Karl Klug
- Matthias Mauritz
- Alfred Post
- Willi Schröder
- Herbert Schäfer
- Rudolf Schönbeck
- Kurt Sommerlatt
- Georg Stollenwerk
- Hans Zeitler

### Piłka wodna
- Emil Bildstein
- Wilfried Bode
- Philipp Dotzer
- Günter Heine
- Ferdinand Panke
- Erich Sauermann
- Willi Sturm
- Paul Uellendahl
- Heinz Zander

### Pływanie
Mężczyźni
- Herbert Klein
- Heinz-Günther Lehmann

Kobiety
- Ursula Happe
- Erna Herbers
- Gertrud Herrbruck
- Gisela Jacob-Arendt
- Kati Jansen
- Elisabeth Rechlin
- Vera Schäferkordt

### Podnoszenie ciężarów
- Hans Claussen
- Oswald Junkes
- Tony Leuthe
- Heinz Schattner
- Josef Schuster

### Skok do wody
- Hanns Aderhold
- Fritz Geyer
- Günther Haase
- Werner Sobeck

### Strzelectwo
- Friedrich Krempel
- Ludwig Leupold
- Kurt Schöbel
- Albert Sigl
- Erich Spörer
- Paul Wehner

### Szermierka
Mężczyźni
- Norman Casmir
- Julius Eisenecker
- Hans Esser
- Willy Fascher
- Erwin Kroggel
- Richard Liebscher
- Siegfried Rossner
- Kurt Wahl

Kobiety
- Lilo Allgayer

### Wioślarstwo
- Waldemar Beck
- Hans Betz
- Peter Betz
- Heinz Beyer
- Heinz Eichholz
- Roland Freiloff
- Gerhard Füssmann
- Helmut Heinhold
- Heinz Manchen
- Helmut Noll
- Anton Reinartz
- Michael Reinartz
- Stefan Reinartz
- Heinz Renneberg
- Klaus Schulze
- Toni Siebenhaar
- Günther Twiesselmann
- Gerhard Vogeley
- Hans-Joachim Wiemken
- Hermann Zander
- Heinz Zünkler

### Zapasy
- Rolf Ellerbrock
- Gustav Gocke
- Max Leichter
- Anton Mackowiak
- Heini Nettesheim
- Ferdinand Schmitz
- Willi Waltner
- Heini Weber

### Żeglarstwo
- Ludwig Bielenberg
- Wolfgang Elsner
- Paul Fischer
- Andreas Howaldt
- Hans Kadelbach
- Werner Krogmann
- Paul-Heinrich Lange
- Hans Lubinus
- Hans-Hermann Magnusson
- Erich Natusch
- Georg Nowka
- Theodor Thomsen
- Claus Wunderlich
- Götz von Mirbach